# Fehérvárcsurgó
Fehérvárcsurgó ist eine Gemeinde im Komitat Fejér in Ungarn.

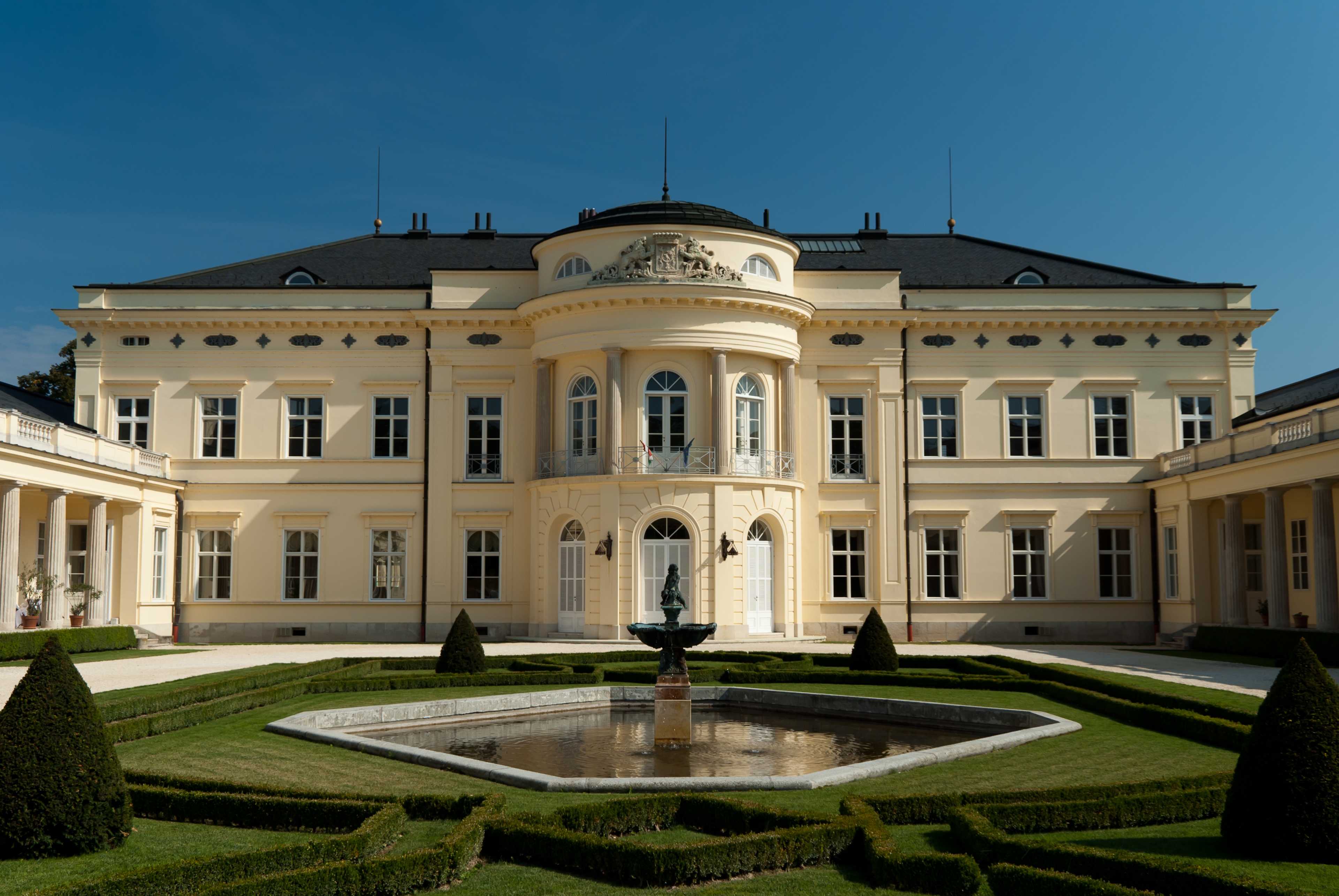
Schloss Károlyi

Die Gemeinde gehört zum Kleingebiet Mór und liegt zwischen Mór und Székesfehérvár an der Hauptstraße 81 (Mikes Kelemen utca). Schutzpatronin ist Katharina von Alexandrien, der eine Kirche geweiht ist.
Auf dem Gemeindegebiet liegt ein Reservoir des Flusses Gaja und das Károlyi-kastély, ein Wohnsitz der Adelsfamilie Károlyi, das von dem deutsch-österreichischen Architekten Heinrich Koch (1781–1861) entworfen wurde.